# Kūh Badū
Kūh Badū (persiska: كوه بدو) är en ort i Iran.   Den ligger i provinsen Hormozgan, i den södra delen av landet, 1 000 km söder om huvudstaden Teheran. Kūh Badū ligger 989 meter över havet och antalet invånare är 248.
Terrängen runt Kūh Badū är kuperad åt sydost, men åt nordväst är den bergig.Runt Kūh Badū är det glesbefolkat, med 11 invånare per kvadratkilometer. Närmaste större samhälle är Berkeh Lārī, 14,5 km nordväst om Kūh Badū. Trakten runt Kūh Badū är ofruktbar med lite eller ingen växtlighet.